# Női labdarúgótorna a 2020. évi nyári olimpiai játékokon
A 2020. évi nyári olimpiai játékokon a női labdarúgótornát július 21. és augusztus 6. között rendezték meg. A FIFA alá tartozó nemzeti tagszövetségek kontinentális selejtezőtornákon vívhatták ki az olimpiára való kijutást. Japán a rendező jogán automatikus résztvevője volt a tornának.

## Selejtezők
| Esemény                                      | Dátum                                     | Helyszín         | Kvóta | Kvalifikált csapatok                                      |
| -------------------------------------------- | ----------------------------------------- | ---------------- | ----- | --------------------------------------------------------- |
| Rendező                                      | –                                         | –                | 1     | Japán (JPN)                                               |
| 2018-as női Copa América                     | 2018. április 4–22.                       | Chile            | 1     | Brazília (BRA)                                            |
| 2018-as OFC-nemzetek kupája                  | 2018. november 18 – december 1.           | Új-Kaledónia     | 1     | Új-Zéland (NZL)                                           |
| 2019-es világbajnokság (mint UEFA selejtező) | 2019. június 7. – július 7.               | Franciaország    | 3     | Nagy-Britannia (GBR) · Hollandia (NED) · Svédország (SWE) |
| 2020-as CONCACAF olimpiai selejtező          | 2020. január 28. – február 9.             | Egyesült Államok | 2     | Kanada (CAN) · Egyesült Államok (USA)                     |
| 2020-as CAF olimpiai selejtező               | 2020. március 5–10.                       | több rendező     | 1     | Zambia (ZAM)                                              |
| 2020-as AFC olimpiai selejtező               | 2020. március 6–11 és 2021. április 8–13. | több rendező     | 2     | Ausztrália (AUS) · Kína (CHN)                             |
| CAF–CONMEBOL rájátszás                       | 2021. április 10–13.                      | Törökország      | 1     | Chile (CHI)                                               |
| Összesen                                     |                                           |                  | 12    |                                                           |

## Csoportkör

### Sorrend meghatározása
A csoportokban a sorrendet a következő pontok alapján állapították meg:
1. több szerzett pont az összes csoportmérkőzésen;
2. jobb gólkülönbség az összes csoportmérkőzésen;
3. több szerzett gól az összes csoportmérkőzésen;
4. több szerzett pont az azonosan álló csapatok közötti mérkőzéseken;
5. jobb gólkülönbség az azonosan álló csapatok közötti mérkőzéseken;
6. több szerzett gól az azonosan álló csapatok közötti mérkőzéseken;
7. alacsonyabb fair play pontszám (sárga lap: 1 pont, két sárga lapot követő piros lap: 3 pont, azonnali piros lap: 4 pont, sárga lap és azonnali piros lap: 5 pont);
8. sorsolás.

### E csoport
| Hely. | Csapat               | M | Gy | D | V | G+ | G– | Gk | P | Továbbjutás |
| ----- | -------------------- | - | -- | - | - | -- | -- | -- | - | ----------- |
| 1.    | Nagy-Britannia (GBR) | 3 | 2  | 1 | 0 | 4  | 1  | +3 | 7 | Negyeddöntő |
| 2.    | Kanada (CAN)         | 3 | 1  | 2 | 0 | 4  | 3  | +1 | 5 | Negyeddöntő |
| 3.    | Japán (JPN) (H)      | 3 | 1  | 1 | 1 | 2  | 2  | 0  | 4 | Negyeddöntő |
| 4.    | Chile (CHI)          | 3 | 0  | 0 | 3 | 1  | 5  | −4 | 0 |             |

| 2021. július 21. 16:30 (9:30) |

| Nagy-Britannia (GBR) | 2–0               | Chile (CHI) |
| -------------------- | ----------------- | ----------- |
| White 18' 73'        | (1–0) Jegyzőkönyv |             |

| Sapporo Dome, Szapporo Nézőszám: 0 Játékvezető: Salima Mukansanga (ruandai) |

| 2021. július 21. 19:30 (12:30) |

| Japán (JPN)  | 1–1               | Kanada (CAN) |
| ------------ | ----------------- | ------------ |
| Ivabucsi 84' | (0–1) Jegyzőkönyv | Sinclair 6'  |

| Sapporo Dome, Szapporo Nézőszám: 0 Játékvezető: Edina Alves Batista (brazil) |

| 2021. július 24. 16:30 (9:30) |

| Chile (CHI)          | 1–2               | Kanada (CAN)   |
| -------------------- | ----------------- | -------------- |
| Araya 57' (11-esből) | (0–1) Jegyzőkönyv | Beckie 39' 47' |

| Sapporo Dome, Szapporo Nézőszám: 0 Játékvezető: Esther Staubli (svájci) |

| 2021. július 24. 19:30 (12:30) |

| Japán (JPN) | 0–1               | Nagy-Britannia (GBR) |
| ----------- | ----------------- | -------------------- |
|             | (0–0) Jegyzőkönyv | White 74'            |

| Sapporo Dome, Szapporo Nézőszám: 0 Játékvezető: Anasztaszija Pusztovojtova (orosz) |

| 2021. július 27. 20:00 (13:00) |

| Chile (CHI) | 0–1               | Japán (JPN) |
| ----------- | ----------------- | ----------- |
|             | (0–0) Jegyzőkönyv | Tanaka 77'  |

| Mijagi Stadion, Rifu Nézőszám: 1326 Játékvezető: Melissa Borjas (hondurasi) |

| 2021. július 27. 20:00 (13:00) |

| Kanada (CAN) | 1–1               | Nagy-Britannia (GBR) |
| ------------ | ----------------- | -------------------- |
| Leon 55'     | (0–0) Jegyzőkönyv | Prince 85' (öngól)   |

| Kasima Stadion, Kasima Nézőszám: 0 Játékvezető: Katerina Monzul (ukrán) |

### F csoport
| Hely. | Csapat          | M | Gy | D | V | G+ | G– | Gk  | P | Továbbjutás |
| ----- | --------------- | - | -- | - | - | -- | -- | --- | - | ----------- |
| 1.    | Hollandia (NED) | 3 | 2  | 1 | 0 | 21 | 8  | +13 | 7 | Negyeddöntő |
| 2.    | Brazília (BRA)  | 3 | 2  | 1 | 0 | 9  | 3  | +6  | 7 | Negyeddöntő |
| 3.    | Zambia (ZAM)    | 3 | 0  | 1 | 2 | 7  | 15 | −8  | 1 |             |
| 4.    | Kína (CHN)      | 3 | 0  | 1 | 2 | 6  | 17 | −11 | 1 |             |

| 2021. július 21. 17:00 (10:00) |

| Kína (CHN) | 0–5               | Brazília (BRA)                                               |
| ---------- | ----------------- | ------------------------------------------------------------ |
|            | (0–2) Jegyzőkönyv | Marta 9' 74' Debinha 22' Andressa 82' (11-esből) Beatriz 89' |

| Mijagi Stadion, Rifu Nézőszám: 1645 Játékvezető: Katerina Monzul (ukrán) |

| 2021. július 21. 20:00 (13:00) |

| Zambia (ZAM)      | 3–10              | Hollandia (NED)                                                                               |
| ----------------- | ----------------- | --------------------------------------------------------------------------------------------- |
| Banda 19' 82' 83' | (1–6) Jegyzőkönyv | Miedema 9' 15' 29' 59' Martens 14' 38' Van de Sanden 44' Roord 64' Beerensteyn 75' Pelova 80' |

| Mijagi Stadion, Rifu Nézőszám: 1822 Játékvezető: Laura Fortunato (argentin) |

| 2021. július 24. 17:00 (10:00) |

| Kína (CHN)                                         | 4–4               | Zambia (ZAM)                                |
| -------------------------------------------------- | ----------------- | ------------------------------------------- |
| Vang Suang (Wang Shuang) 6' 22' 23' 84' (11-esből) | (3–2) Jegyzőkönyv | Kundananji 15' Banda 43' (11-esből) 46' 69' |

| Mijagi Stadion, Rifu Nézőszám: 2212 Játékvezető: Melissa Borjas (hondurasi) |

| 2021. július 24. 20:00 (13:00) |

| Hollandia (NED)            | 3–3               | Brazília (BRA)                               |
| -------------------------- | ----------------- | -------------------------------------------- |
| Miedema 3' 59' Janssen 79' | (1–1) Jegyzőkönyv | Debinha 16' Marta 65' (11-esből) Ludmila 68' |

| Mijagi Stadion, Rifu Nézőszám: 2621 Játékvezető: Kate Jacewicz (ausztrál) |

| 2021. július 27. 20:30 (13:30) |

| Hollandia (NED)                                                                    | 8–2               | Kína (CHN)                                                      |
| ---------------------------------------------------------------------------------- | ----------------- | --------------------------------------------------------------- |
| Van de Sanden 12' Beerensteyn 37' 45+2' Martens 47' 70' Miedema 65' 76' Pelova 71' | (3–1) Jegyzőkönyv | Vang San-san (Wang Shanshan) 28' Vang Jen-ven (Wang Yanwen) 69' |

| Nissan Stadion, Jokohama Nézőszám: 0 Játékvezető: Salima Mukansanga (ruandai) |

| 2021. július 27. 20:30 (13:30) |

| Brazília (BRA) | 1–0               | Zambia (ZAM) |
| -------------- | ----------------- | ------------ |
| Andressa 19'   | (1–0) Jegyzőkönyv |              |

| Saitama Stadium 2002, Szaitama Nézőszám: 0 Játékvezető: Jamasita Josimi (japán) |

### G csoport
| Hely. | Csapat                 | M | Gy | D | V | G+ | G– | Gk | P | Továbbjutás |
| ----- | ---------------------- | - | -- | - | - | -- | -- | -- | - | ----------- |
| 1.    | Svédország (SWE)       | 3 | 3  | 0 | 0 | 9  | 2  | +7 | 9 | Negyeddöntő |
| 2.    | Egyesült Államok (USA) | 3 | 1  | 1 | 1 | 6  | 4  | +2 | 4 | Negyeddöntő |
| 3.    | Ausztrália (AUS)       | 3 | 1  | 1 | 1 | 4  | 5  | −1 | 4 | Negyeddöntő |
| 4.    | Új-Zéland (NZL)        | 3 | 0  | 0 | 3 | 2  | 10 | −8 | 0 |             |

| 2021. július 21. 17:30 (10:30) |

| Svédország (SWE)                | 3–0               | Egyesült Államok (USA) |
| ------------------------------- | ----------------- | ---------------------- |
| Blackstenius 25' 54' Hurtig 72' | (1–0) Jegyzőkönyv |                        |

| Ajinomoto Stadion, Tokió Nézőszám: 0 Játékvezető: Jamasita Josimi (japán) |

| 2021. július 21. 20:30 (13:30) |

| Ausztrália (AUS)    | 2–1               | Új-Zéland (NZL) |
| ------------------- | ----------------- | --------------- |
| Yallop 20' Kerr 33' | (2–0) Jegyzőkönyv | Rennie 90+1'    |

| Ajinomoto Stadion, Tokió Nézőszám: 0 Játékvezető: Lucila Venegas (mexikói) |

| 2021. július 24. 17:30 (10:30) |

| Svédország (SWE)                          | 4–2               | Ausztrália (AUS) |
| ----------------------------------------- | ----------------- | ---------------- |
| Rolfö 20' 63' Hurtig 52' Blackstenius 82' | (1–1) Jegyzőkönyv | Kerr 36' 48'     |

| Saitama Stadium 2002, Szaitama Nézőszám: 0 Játékvezető: Edina Alves Batista (brazil) |

| 2021. július 24. 20:30 (13:30) |

| Új-Zéland (NZL) | 1–6               | Egyesült Államok (USA)                                                         |
| --------------- | ----------------- | ------------------------------------------------------------------------------ |
| Hassett 72'     | (0–2) Jegyzőkönyv | Lavelle 9' Horan 45' Erceg 63' (öngól) Press 80' Morgan 88' Bott 90+3' (öngól) |

| Saitama Stadium 2002, Szaitama Nézőszám: 0 Játékvezető: Stéphanie Frappart (francia) |

| 2021. július 27. 17:00 (10:00) |

| Új-Zéland (NZL) | 0–2               | Svédország (SWE)        |
| --------------- | ----------------- | ----------------------- |
|                 | (0–1) Jegyzőkönyv | Anvegård 17' Janogy 29' |

| Mijagi Stadion, Rifu Nézőszám: 884 Játékvezető: Laura Fortunato (argentin) |

| 2021. július 27. 17:00 (10:00) |

| Egyesült Államok (USA) | 0–0         | Ausztrália (AUS) |
| ---------------------- | ----------- | ---------------- |
|                        | Jegyzőkönyv |                  |

| Kasima Stadion, Kasima Nézőszám: 0 Játékvezető: Anasztaszija Pusztovojtova (orosz) |

### Harmadik helyezett csapatok sorrendje
| Hely. | Cs | Csapat           | M | Gy | D | V | G+ | G– | Gk | P | Továbbjutás |
| ----- | -- | ---------------- | - | -- | - | - | -- | -- | -- | - | ----------- |
| 1.    | E  | Japán (JPN)      | 3 | 1  | 1 | 1 | 2  | 2  | 0  | 4 | Negyeddöntő |
| 2.    | G  | Ausztrália (AUS) | 3 | 1  | 1 | 1 | 4  | 5  | −1 | 4 | Negyeddöntő |
| 3.    | F  | Zambia (ZAM)     | 3 | 0  | 1 | 2 | 7  | 15 | −8 | 1 |             |

## Egyenes kieséses szakasz

### Ágrajz
|  |              |                        |                  |                  |       |                        |                        |                  |                  |               |               |       |       |
|  | Negyeddöntők | Negyeddöntők           | Negyeddöntők     |                  |       | Elődöntők              | Elődöntők              | Elődöntők        |                  |               | Döntő         | Döntő | Döntő |
|  | Negyeddöntők | Negyeddöntők           | Negyeddöntők     |                  |       | Elődöntők              | Elődöntők              | Elődöntők        |                  |               | Döntő         | Döntő | Döntő |
|  | július 30.   |                        |                  |                  |       |                        |                        |                  |                  |               |               |       |       |
|  |              |                        |                  |                  |       |                        |                        |                  |                  |               |               |       |       |
|  | E1           | Nagy-Britannia (GBR)   | 3                |                  |       |                        |                        |                  |                  |               |               |       |       |
|  | E1           | Nagy-Britannia (GBR)   | 3                | augusztus 2.     |       |                        |                        |                  |                  |               |               |       |       |
|  | FG3          | Ausztrália (AUS)       | 4                |                  |       |                        |                        |                  |                  |               |               |       |       |
|  | FG3          | Ausztrália (AUS)       | 4                |                  |       | Ausztrália (AUS)       | Ausztrália (AUS)       | 0                |                  |               |               |       |       |
|  | július 30.   |                        |                  |                  |       | Ausztrália (AUS)       | Ausztrália (AUS)       | 0                |                  |               |               |       |       |
|  |              |                        | Svédország (SWE) | Svédország (SWE) | 1     |                        |                        |                  |                  |               |               |       |       |
|  | G1           | Svédország (SWE)       | Svédország (SWE) | Svédország (SWE) | 1     | 3                      |                        |                  |                  |               |               |       |       |
|  | G1           | Svédország (SWE)       |                  |                  |       | 3                      | augusztus 6.           |                  |                  |               |               |       |       |
|  | EF3          | Japán (JPN)            | 1                |                  |       |                        |                        |                  |                  |               |               |       |       |
|  | EF3          | Japán (JPN)            | 1                |                  |       | Svédország (SWE)       | Svédország (SWE)       | 1 (2)            |                  |               |               |       |       |
|  | július 30.   |                        |                  |                  |       | Svédország (SWE)       | Svédország (SWE)       | 1 (2)            |                  |               |               |       |       |
|  |              |                        | Kanada (CAN)     | Kanada (CAN)     | 1 (3) |                        |                        |                  |                  |               |               |       |       |
|  | F1           | Hollandia (NED)        | Kanada (CAN)     | Kanada (CAN)     | 1 (3) | 2 (2)                  |                        |                  |                  |               |               |       |       |
|  | F1           | Hollandia (NED)        | augusztus 2.     |                  |       | 2 (2)                  |                        |                  |                  |               |               |       |       |
|  | G2           | Egyesült Államok (USA) | 2 (4)            |                  |       |                        |                        |                  |                  |               |               |       |       |
|  | G2           | Egyesült Államok (USA) | 2 (4)            |                  |       | Egyesült Államok (USA) | Egyesült Államok (USA) | 0                | Bronzmérkőzés    | Bronzmérkőzés | Bronzmérkőzés |       |       |
|  | július 30.   |                        |                  |                  |       | Egyesült Államok (USA) | Egyesült Államok (USA) | 0                | Bronzmérkőzés    | Bronzmérkőzés | Bronzmérkőzés |       |       |
|  |              |                        | Kanada (CAN)     | Kanada (CAN)     | 1     |                        |                        | augusztus 5.     | augusztus 5.     | augusztus 5.  |               |       |       |
|  | E2           | Kanada (CAN)           | Kanada (CAN)     | Kanada (CAN)     | 1     | 0 (4)                  |                        | augusztus 5.     | augusztus 5.     | augusztus 5.  |               |       |       |
|  | E2           | Kanada (CAN)           |                  |                  |       |                        |                        | Ausztrália (AUS) | Ausztrália (AUS) | 3             |               |       |       |
|  | F2           | Brazília (BRA)         | 0 (3)            |                  |       |                        |                        | Ausztrália (AUS) | Ausztrália (AUS) | 3             |               |       |       |
|  | F2           | Brazília (BRA)         | 0 (3)            |                  |       | Egyesült Államok (USA) | Egyesült Államok (USA) | 4                |                  |               |               |       |       |
|  |              |                        |                  |                  |       | Egyesült Államok (USA) | Egyesült Államok (USA) | 4                |                  |               |               |       |       |

### Negyeddöntők
| 2021. július 30. 17:00 (10:00) |

| Kanada (CAN)                          | 0–0 (h. u.) | Brazília (BRA)                        |
| ------------------------------------- | ----------- | ------------------------------------- |
|                                       | Jegyzőkönyv |                                       |
| Büntetőpárbaj                         |             |                                       |
| Sinclair Fleming Lawrence Leon Gilles | 4–3         | Marta Debinha Érika Andressa Rafaelle |

| Mijagi Stadion, Rifu Nézőszám: 3403 Játékvezető: Stéphanie Frappart (francia) |

| 2021. július 30. 18:00 (11:00) |

| Nagy-Britannia (GBR) | 3–4 (h. u.)                 | Ausztrália (AUS)                      |
| -------------------- | --------------------------- | ------------------------------------- |
| White 57' 66' 115'   | (0–1, 2–2, 2–3) Jegyzőkönyv | Kennedy 35' Kerr 89' 106' Fowler 103' |

| Kasima Stadion, Kasima Nézőszám: 0 Játékvezető: Salima Mukansanga (ruandai) |

| 2021. július 30. 19:00 (12:00) |

| Svédország (SWE)                                    | 3–1               | Japán (JPN) |
| --------------------------------------------------- | ----------------- | ----------- |
| Eriksson 7' Blackstenius 53' Asllani 68' (11-esből) | (1–1) Jegyzőkönyv | Tanaka 23'  |

| Saitama Stadium 2002, Szaitama Nézőszám: 0 Játékvezető: Lucila Venegas (mexikói) |

| 2021. július 30. 20:00 (13:00) |

| Hollandia (NED)                      | 2–2 (h. u.)                 | Egyesült Államok (USA)       |
| ------------------------------------ | --------------------------- | ---------------------------- |
| Miedema 18' 54'                      | (1–2, 2–2, 2–2) Jegyzőkönyv | S. Mewis 28' Williams 31'    |
| Büntetőpárbaj                        |                             |                              |
| Miedema Janssen Van der Gragt Nouwen | 2–4                         | Lavelle Morgan Press Rapinoe |

| Nissan Stadion, Jokohama Nézőszám: 0 Játékvezető: Kate Jacewicz (ausztrál) |

### Elődöntők
| 2021. augusztus 2. 17:00 (10:00) |

| Egyesült Államok (USA) | 0–1               | Kanada (CAN)           |
| ---------------------- | ----------------- | ---------------------- |
|                        | (0–0) Jegyzőkönyv | Fleming 75' (11-esből) |

| Kasima Stadion, Kasima Nézőszám: 0 Játékvezető: Katerina Monzul (ukrán) |

| 2021. augusztus 2. 20:00 (13:00) |

| Ausztrália (AUS) | 0–1               | Svédország (SWE) |
| ---------------- | ----------------- | ---------------- |
|                  | (0–0) Jegyzőkönyv | Rolfö 46'        |

| Nissan Stadion, Jokohama Nézőszám: 0 Játékvezető: Melissa Borjas (hondurasi) |

### Bronzmérkőzés
| 2021. augusztus 5. 17:00 (10:00) |

| Ausztrália (AUS)               | 3–4               | Egyesült Államok (USA)         |
| ------------------------------ | ----------------- | ------------------------------ |
| Kerr 17' Foord 54' Gielnik 90' | (1–3) Jegyzőkönyv | Rapinoe 8' 21' Lloyd 45+1' 51' |

| Kasima Stadion, Kasima Nézőszám: 0 Játékvezető: Laura Fortunato (argentin) |

### Döntő
| 2021. augusztus 6. 21:00 (14:00) |

| Svédország (SWE)                               | 1–1 (h. u.)                 | Kanada (CAN)                             |
| ---------------------------------------------- | --------------------------- | ---------------------------------------- |
| Blackstenius 34'                               | (1–0, 1–1, 1–1) Jegyzőkönyv | Fleming 68' (11-esből)                   |
| Büntetőpárbaj                                  |                             |                                          |
| Asllani Björn Schough Anvegård Seger Andersson | 2–3                         | Fleming Lawrence Gilles Leon Rose Grosso |

| Nissan Stadion, Jokohama Nézőszám: 0 Játékvezető: Anasztaszija Pusztovojtova (orosz) |

| A 2020. évi nyári olimpiai játékok női labdarúgótornájának olimpiai bajnoka |
| · KANADA · 1. cím                                                           |
| --------------------------------------------------------------------------- |

## Gólszerzők
10 gólos
- Vivianne Miedema

6 gólos
- Sam Kerr
- Ellen White
- Barbra Banda

5 gólos
- Stina Blackstenius

4 gólos
- Vang Suang (Wang Shuang)
- Lieke Martens

3 gólos
- Marta
- Lineth Beerensteyn
- Fridolina Rolfö

2 gólos
- Andressa
- Debinha
- Janine Beckie
- Jessie Fleming
- Tanaka Mina
- Victoria Pelova
- Shanice van de Sanden
- Lina Hurtig
- Carli Lloyd
- Megan Rapinoe

1 gólos
- Caitlin Foord
- Mary Fowler
- Emily Gielnik
- Alanna Kennedy
- Tameka Yallop
- Beatriz
- Ludmila
- Adriana Leon
- Christine Sinclair
- Karen Araya
- vang San-san (Wang Shan-shan)
- Vang Jen-ven (Wang Yan-wen)
- Ivabucsi Mana
- Dominique Janssen
- Jill Roord
- Betsy Hassett
- Gabi Rennie
- Anna Anvegård
- Kosovare Asllani
- Magdalena Eriksson
- Madelen Janogy
- Lindsey Horan
- Rose Lavelle
- Sam Mewis
- Alex Morgan
- Christen Press
- Lynn Williams
- Racheal Kundananji

1 öngólos
- Nichelle Prince (Nagy-Britannia ellen)
- C. J. Bott (Az Egyesült Államok ellen)
- Abby Erceg (Az Egyesült Államok ellen)

## Végeredmény
| Helyezés | Csapat                 |
| -------- | ---------------------- |
| Arany    | Kanada (CAN)           |
| Ezüst    | Svédország (SWE)       |
| Bronz    | Egyesült Államok (USA) |
| 4.       | Ausztrália (AUS)       |
| 5.       | Hollandia (NED)        |
| 6.       | Brazília (BRA)         |
| 7.       | Nagy-Britannia (GBR)   |
| 8.       | Japán (JPN)            |
| 9.       | Zambia (ZAM)           |
| 10.      | Kína (CHN)             |
| 11.      | Chile (CHI)            |
| 12.      | Új-Zéland (NZL)        |